# Turingis
Els turingis van ser un poble germànic originari de Turíngia (estat federat alemany). Eren una barreja d'hermundurs, varins i angles. Van ser anomenats per primera vegada per l'historiador romà Flavi Renat Vegeci a Digesta Artis Mulomedicinae l'any 380 dC. Van envair la Gàlia juntament amb els huns, i quan aquests van ser derrotats, van crear un regne propi aliat del rei ostrogot Teodoric el Gran i van desplaçar els alamans en direcció als francs amenaçaven les fronteres des que van expandir el seu regne basat en l'Elba i la Saale desbordant a la riba dreta del Baix Rin, absorbint Ratisbona.
El 531, Hermanfred, rei de Turíngia, va prometre a Teodoric I d'Austràsia la meitat del regne de Turíngia si l'ajudava a desfer-se del seu germà Baderic. Teodoric accepta, però tot i vèncer no va rebre la compensació i va demanar a Clotari ajuda per venjar-se d'Hermanfred i l'aliança els permeté incorporar Turíngia al regne dels francs. Durant el repartiment del botí, els dos reis es disputaren amargament la princesa Radegunda que finalment va caure en mans de Clotari, que la va convertir en la seva esposa en 540. L'any 531, Teodoric I d'Austràsia, rei d'Austràsia (Metz i Reims) es va annexionar gran part de Turíngia.

## Llista de reis turingis
- Basí (460-506/510). La seva esposa Basina de Turíngia es va casar amb Khilderic I, rei dels francs.

Divisió del regne (lluites entre els dos fills successors):
- Hermanfred (Irmanfred) (506/510-531).
- Baderic (Badric) (506/510-530).
- Berthar (506/510-529).